# Oxycera leonina
Oxycera leonina är en tvåvingeart som först beskrevs av Georg Wolfgang Franz Panzer 1798.  Oxycera leonina ingår i släktet Oxycera och familjen vapenflugor. Arten har ej påträffats i Sverige. Inga underarter finns listade i Catalogue of Life.